# يوربان ليندغرين
يوربان ليندغرين (بالسويدية: Urban Lindgren)‏ هو متزحلق سويدي، ولد في 18 أبريل 1973 في Kalix Municipality ‏ في السويد.

## وصلات خارجية
- يوربان ليندغرين على موقع الاتحاد الدولي للتزلج (التزلج الريفي) (الإنجليزية)
- يوربان ليندغرين على موقع أوليمبيديا (الإنجليزية)
- يوربان ليندغرين على موقع اللجنة الأولمبية السويدية (السويدية)